# Allantodia maxima
Allantodia maxima là một loài thực vật có mạch trong họ Woodsiaceae. Loài này được (D. Don) Ching miêu tả khoa học đầu tiên năm 1964.